# Мурашко Михайло Володимирович
Миха́йло Володи́мирович Мура́шко (1987—2023) — український військовослужбовець, учасник російсько-української війни.

## Життєпис
Народився 26 травня 1987 року в селі Званне Курської області, згодом переїхав у Суми.
Проходив військову службу у 10 ОГШБр на посаді гранатометника.
Загинув 21 травня 2023 року в селі Білогорівка Донецької області.
Похований у Сумах 30 травня 2023 року на Алеї Слави Баранівського кладовища.

## Нагороди
- Орден «За мужність» III ступеня (8 вересня 2023, посмертно) — за особисту мужність, виявлену у захисті державного суверенітету та територіальної цілісності України, самовіддане виконання військового обов'язку[2].